# Al Rajhi Bank Saudi Arabia
Al Rajhi Bank Saudi Arabia (AlRajhiBank; arabisch مصرف الراجحي, DMG Maṣrif ar-Rāǧiḥī) ist ein saudi-arabisches Kreditinstitut mit Firmensitz in Riad.
Gründer des Unternehmens ist der saudische Multimilliardär Sulaiman bin Abd al-Aziz ar-Radschihi. Gegenwärtig wird das Unternehmen von seinen vier Söhnen geführt.

## Geschichte
Im Jahr 1978 wurde die Bank unter der Bezeichnung Al Rajhi Trading and Exchange Corporation geführt. 1987 wurde sie mit Dekret des Königs von Saudi-Arabien in eine Aktiengesellschaft umgewandelt und erhielt den Namen Al-Rajhi Banking and Investment Corp. Seit Februar 2006 firmiert sie unter der Kurzbezeichnung Al-Rajhi Bank. Im Oktober 2006 wurde mit einer Niederlassung in Malaysia die internationale Geschäftstätigkeit begonnen.

## Geschäftstätigkeit
Im Unternehmen sind rund 7.600 Mitarbeiter beschäftigt (Stand: 2011). Das Kreditinstitut ist – gemessen am Eigenkapital – weltweit die größte islamische Bank. In Saudi-Arabien hat sie 500 Geschäftsstellen. 100 Geschäftsstellen sind ausdrücklich für Frauen eingerichtet. Es gibt 24 Niederlassungen in Malaysia, der Ausbau der Aktivitäten in Jordanien und Kuwait ist geplant.